# Abdikadir Yusuf Aar
Abdikadir Yusuf Aar (dræbt i 2011 i Mogadishu, Somalia, somali:Cabdiqaadir Yuusuf Aar, også kendt som Sheikh Qalbi) var en islamisk terrorist og medlem af den muslimske terror-organisationen Al-Shabaab. Yusuf havde tidligere været medlem af  Al-Itihaad Al-Islamiya (AIAI) mellem 1995 og 2002. Yusuf blev dræbt af somaliske sikkerheds styrker i nærheden af de tidligere forsvarsministerie i Mogadishu den 16. marts 2011. 